# Igor Kostiukow
Igor Olegowicz Kostiukow (ros. И́горь Оле́гович Костюко́в, ur. 21 lutego 1961 w obwodzie amurskim) – rosyjski admirał, zastępca szefa Sztabu Generalnego Sił Zbrojnych Federacji Rosyjskiej. Od 10 grudnia 2018 roku Szef Głównego Zarządu Wywiadowczego Federacji Rosyjskiej.

## Wykształcenie
Po szkole średniej Igor Kostiukow wstąpił do szkoły marynarki wojennej. Ukończył ją, uzyskując stopień oficera.
Następnie ukończył Akademię Wojskowo-Dyplomatyczną w Moskwie (obecnie uczelnia nosi nazwę: Akademia Wojskowa Ministerstwa Obrony Federacji Rosyjskiej).

## Przebieg służby

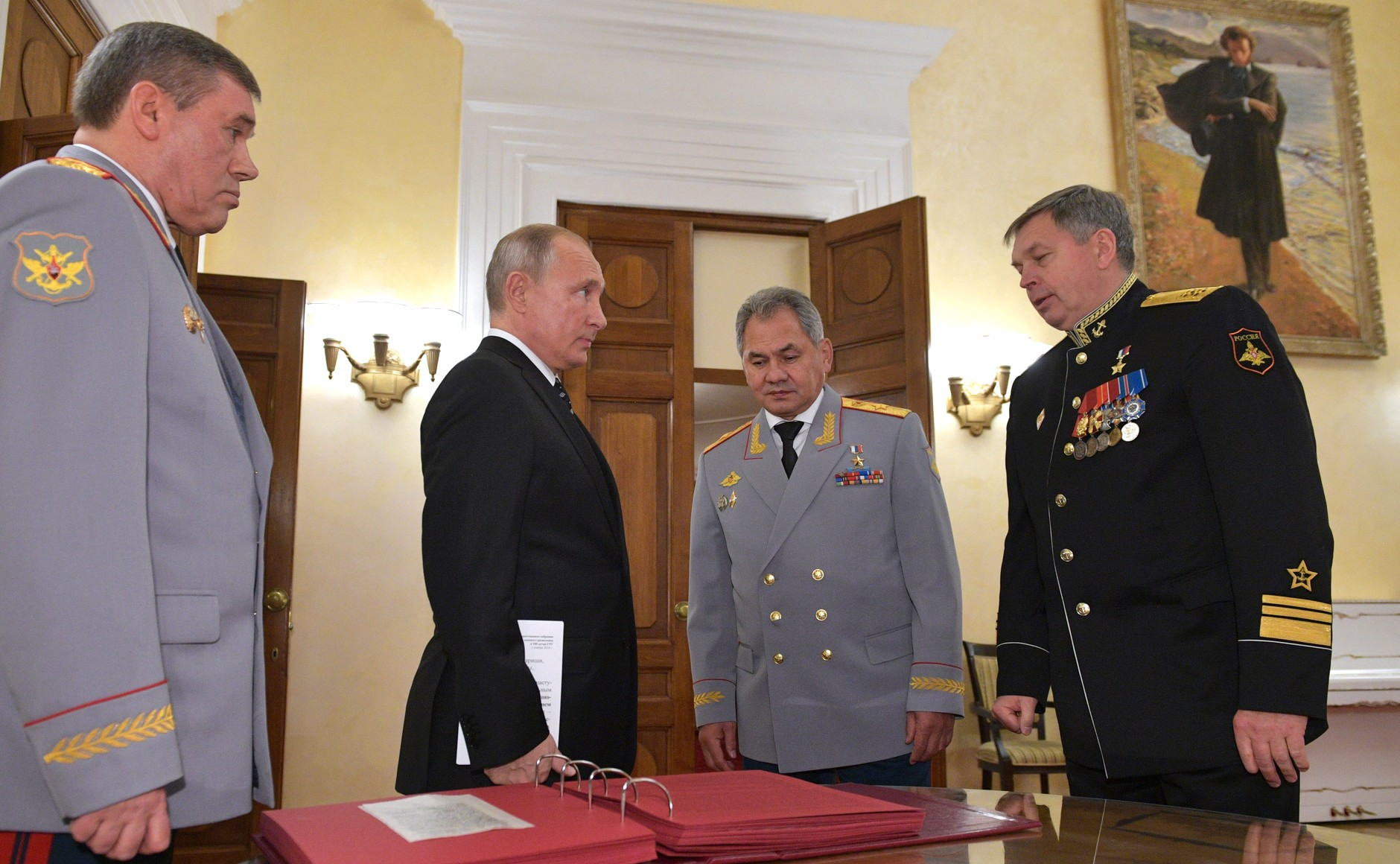
Igor Kostiukow (pierwszy z prawej) z Władimirem Putinem i Walerijem Gierasimowem, zastępcą ministra obrony (pierwszy z lewej) w 2018 roku.

Dokładny przebieg i lata służby Igora Kostiukowa nie zostały podane do wiadomości publicznej.
Po ukończeniu Akademii Wojskowo-Dyplomatycznej rozpoczął służbę w marynarce wojennej, następnie był dyplomatą wojskowym. Przez pięć lat pracował jako attaché wojskowy w Grecji. W kolejnych latach był odpowiedzialny za kierowanie operacjami wojskowymi w Syrii. Nadzorował transfer sprzętu do bazy lotniczej Humajmim.
Następnie rozpoczął służbę w Głównym Zarządzie Wywiadowczym Federacji Rosyjskiej (GRU). Kilkukrotnie awansował. Ostatecznie na stanowisko zastępcy szefa. W 2018 roku Igor Korobow, pełniący wówczas funkcję Szefa GRU, ciężko zachorował. Latem 2018 roku Igor Kostiukow zaczął wykonywać jego obowiązki, na podstawie decyzji ministra obrony. Igor Korobow zmarł 21 listopada 2018 roku. Wszystkie jego obowiązki przejął Igor Kostiukow.
10 grudnia 2018 roku Kostiukow oficjalnie objął funkcję Szefa Głównego Zarządu Wywiadowczego Federacji Rosyjskiej, na podstawie dekretu prezydenta Władimira Putina.
Jest pierwszym oficerem marynarki wojennej, który kieruje GRU. W 2019 roku uzyskał stopień admirała.

## Wystąpienia publiczne

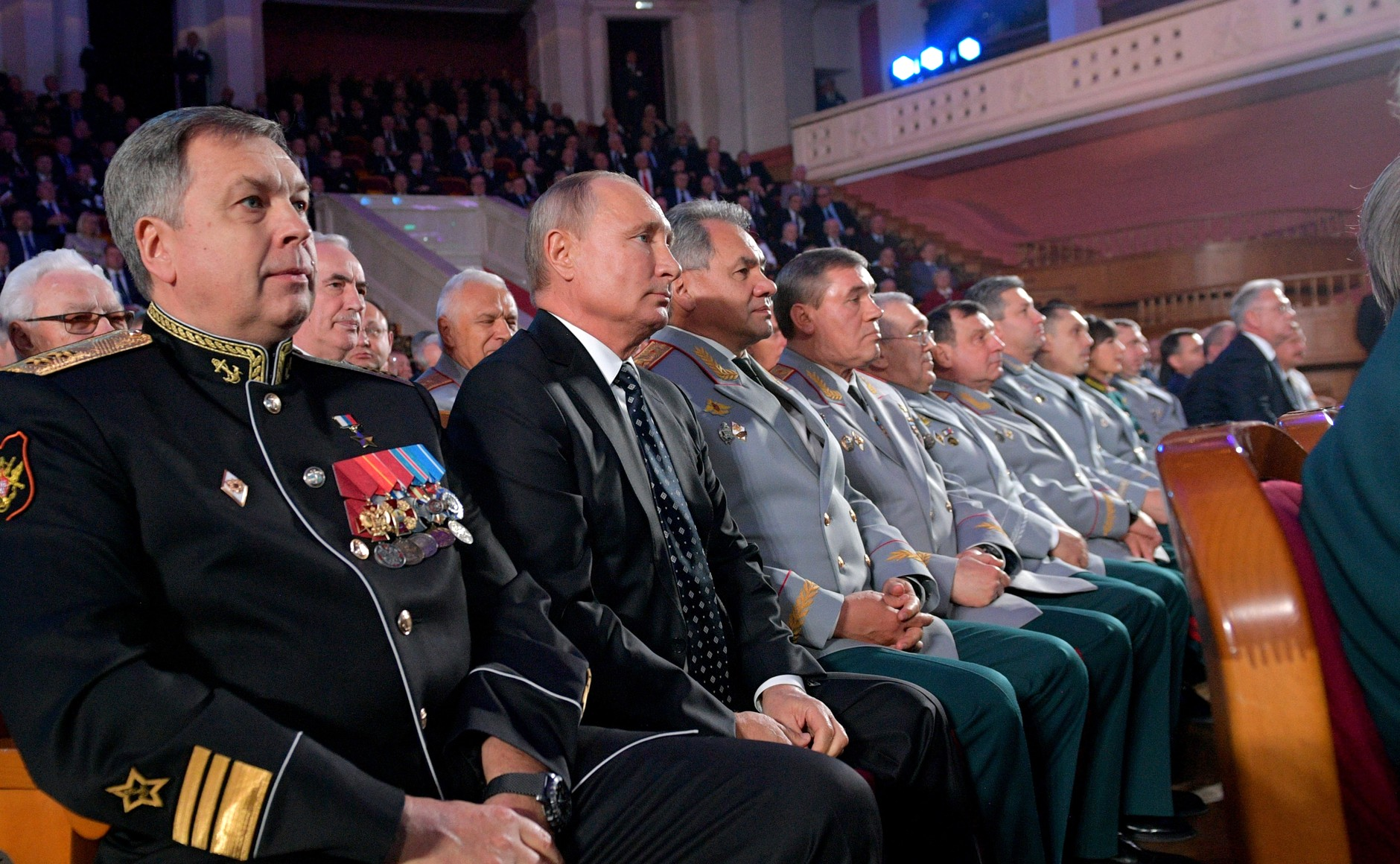
Gala z okazji stulecia wywiadu wojskowego. Igor Kostiukow pierwszy z lewej, obok prezydenta Władimira Putina. 2 listopada 2018 roku.

Igor Kostiukow nie udziela wywiadów, nie rozmawia z dziennikarzami i nie komentuje doniesień medialnych.
W kwietniu 2018 roku był prelegentem podczas VII Moskiewskiej Konferencji Bezpieczeństwa Narodowego. Wygłosił referat na temat roli Stanów Zjednoczonych w destabilizacji Ameryki Łacińskiej, Bliskiego Wschodu, Morza Południowochińskiego i krajów Afryki Północnej oraz metodom siłowym, nieakceptowalnym przez rząd Federacji Rosyjskiej, dzięki którym USA stara się utrzymać role hegemona. Krytycznie odniósł się do licznych aspektów polityki zagranicznej USA.
2 listopada 2018 roku reprezentował wywiad wojskowy podczas uroczystej gali z okazji setnej rocznicy powstania służby wywiadu wojskowego.

## Sankcje nałożone przez USA
W grudniu 2016 roku Igor Kostiukow został umieszczony na tak zwanej „czarnej liście” (ang. „Specially Designated Nationals and Blocked Persons List” lub „SDN List”) rządu Stanów Zjednoczonych. Zarzucono mu działania mające na celu osłabienie demokracji w USA.
W tej sprawie prezydent Barack Obama sporządził dekret, datowany na 28 grudnia 2016 roku. Sankcjami objęto między innymi Igora Korobowa (wówczas szefa GRU) i jego trzech pracowników, zajmujących najwyższe stanowiska, w tym Igora Kostiukowa.
W 2018 roku Igor Kostiukow ponownie został umieszczony na liście SDN, pod zarzutem ingerowania w wybory prezydenckie z 2016 roku.

## Sankcje nałożone przez UE

### Przyczyny i kontekst
W kwietniu i maju 2015 roku miał miejsce cyberatak na Bundestag, który sparaliżował prace parlamentu na kilka dni i spowodował wyciek poufnych danych. Należały do nich również wiadomości e-mail parlamentarzystów, w tym kanclerz Angeli Merkel. 5 maja 2015 roku niemiecki Federalny Trybunał Sprawiedliwości wydał nakaz aresztowania obywatela Federacji Rosyjskiej Dmitrija Badina, oficera wywiadu wojskowego, którego uznano za osobę odpowiedzialną za cyberatak. Miguel Berger, sekretarz stanu niemieckiego Ministerstwa Spraw Zagranicznych, wezwał ambasadora Rosji Siergieja Nieczejewa do potępienia ataków.
Strona rosyjska wykluczyła możliwość udziału oficerów wywiadu wojskowego w cyberataku, zaś wysuwane oskarżenia uznała za bezpodstawne. W maju 2020 roku zapowiedziano zastosowanie sankcji wobec osób odpowiedzialnych za cyberataki.

### Sankcje
22 października 2020 roku Międzyparlamentarna Konferencja ds. Wspólnej Polityki Zagranicznej i Bezpieczeństwa (WPZiB) Unii Europejskiej nałożyła sankcje na Dmitrija Badina i Igora Kostiukowa ograniczające prawo do swobodnego podróżowania i zawierania umów oraz zamrożenie aktywów.

Uzasadnienie brzmiało: 
Igor Kostiukow jest obecnie szefem Głównego Zarządu Sztabu Generalnego Sił Zbrojnych Federacji Rosyjskiej (GU GRU), gdzie poprzednio sprawował funkcję pierwszego zastępcy szefa. Jednym z oddziałów pod jego dowództwem jest 85. Główny Ośrodek Służb Specjalnych (GTsSS), znany także jako »jednostka wojskowa 26165« (nazwy branżowe: »APT28«, »Fancy Bear«, »Sofacy Group«, »Pawn Storm« i »Strontium«). Pełniąc tę funkcję, Igor Kostiukow jest odpowiedzialny za cyberataki przeprowadzone przez GTsSS, w tym cyberataki o poważnych skutkach stanowiące zewnętrzne zagrożenie dla Unii lub jej państw członkowskich. W szczególności oficerowie wywiadu wojskowego GTsSS brali udział w cyberataku wymierzonemu przeciwko niemieckiemu federalnemu parlamentowi (Deutscher Bundestag) w kwietniu i maju 2015 r. oraz w próbie cyberataku, którego celem było włamanie do sieci WiFi Organizacji ds. Zakazu Broni Chemicznej (OPCW) w Holandii w kwietniu 2018 r. Celem cyberataku wymierzonego przeciwko niemieckiemu parlamentowi federalnemu był system informacyjny parlamentu; atak ten miał wpływ na funkcjonowanie tej instytucji przez kilka dni. Skradziono dużą ilość danych; atak ten miał także wpływ na konta poczty elektronicznej kilkorga parlamentarzystów, w tym kanclerz Angeli Merkel.
Tego samego dnia Wielka Brytania zakazała Igorowi Kostiukowi wjazdu na teren swojego kraju i uznała sankcje Unii Europejskiej.

## Nagrody i medale
W toku służby Igor Kostiukow otrzymał następujące medale:
- Order „Za zasługi dla Ojczyzny”,
- Order Aleksandra Newskiego,
- Order Męstwa,
- Order „Za zasługi wojskowe”,
- Order Honoru.

W 2017 roku za odwagę i bohaterstwo podczas operacji w Syrii otrzymał tytuł Bohatera Federacji Rosyjskiej.